# 秋子内親王
秋子内親王（あきこないしんのう、貞建親王妃 秋子内親王、元禄13年1月5日（1700年2月23日） - 宝暦6年3月29日（1756年4月28日））は、江戸時代の皇族。東山天皇の第一皇女で、伏見宮貞建親王の妃。生母は有栖川宮幸仁親王の王女、中宮幸子女王（承秋門院）。幼称は姫宮。法号は光顕院宮。

## 生涯
宝永元年（1704年）6月、江戸幕府の承認が得られず実現しなかったが、譲位の意向を示した父・東山天皇より後継に指名された。宝永4年（1707年）に内親王宣下を受け、宝永7年（1710年）、従弟（父・東山天皇の同母妹福子内親王の子）にあたる貞建親王と婚約し、享保4年（1719年）、20歳で入輿。
入輿後は猷子女王、豊子女王の二女を儲けるが男子には恵まれず、家女房の産んだ邦忠親王を実子と公称した。その後、寛保3年（1743年）に二品に叙され、宝暦6年（1756年）、57歳で薨去。相国寺（京都市上京区）内の伏見宮墓地に葬られた。